# Американски акита
Американско акита е порода куче, сходна с японската акита.

## История
В началото историята на американската акита е сходна с историята на японската акита. След 1603 г. в областта Акита, като бойни кучета са били използвани акита матаги (средни на ръст кучета за лов на мечки). Считано от 1868 г. акита матаги са били кръстосвани с този и мастифи. Като последствие ръстът на акитите се увеличил, но характеристиките, свързани с типа на шпица били изгубени. През 1908 г. боевете с кучета били забранени, но акитите при все това се запазили и се подобрили като едра японска порода. В резултат на това девет великолепни екземпляра на акита били обявени за „естествени паметници“ през 1931 г.
По време на Втората световна война (1939 – 1945 г.) често срещана практика била кучетата да се използват като източници на кожа за военни облекла. Полицията наредила да бъдат заловени и конфискувани всички други кучета, освен немските овчарки, които били използвани за военни цели. Отделни любители се опитали да заобиколят това нареждане, като кръстосвали кучетата си с немски овчарски кучета. Когато приключила Втората световна война, акитите били драстично намалели на брой и съществували като три отделни типа:
- матаги акита,
- бойни акита и
- овчарски акита.

Това създало много объркващо положение в породата. По време на възстановителния процес за чистопородно развъждане след войната, Конго-го от линията Деуа се радвал на временна, но изключителна популярност. Много акити от линия Деуа, които демонстрирали характеристики на мастифа и влиянието на немското овчарско куче, били върнати в САЩ от членове на въоръжените сили. Акитите от линия Деуа, интелигентни и способни да се адаптират към различна обстановка, възхитили любителите в САЩ и линията била развивана от нарастващ брой развъдчици и с голям възход в популярността.
Американският Акита клуб бил основан през 1956 г. и американският кенъл клуб (АКС) приел породата (с право на вписване в племенната книга и редовен изложбен статут) през октомври 1972 г. При все това обаче през това време АКС и JKS (японският кенъл клуб) нямали взаимна уговорка за признаване на родословията си и следователно вратата била затворена за вкарването на нови кръвни линии от Япония. Като следствие акитите в САЩ започнали сериозно да се различават от тези в Япония, която е родината на породата. Те се развили като уникален тип в САЩ, с характеристики и тип, непроменени от 1955 г. Това е в остър контраст с акитите в Япония, които били смесвани възвратно с матаги акита с цел възстановяване на оригиналната чиста порода.

## Общ вид
Едро на ръст куче, с масивна конструкция, хармонично, с много субстанция и масивни кости. Широката глава, която оформя тъпоъгълен триъгълник, с дълбока муцуна, относително малките очи и изправените уши, носени напред почти на една линия с шията, са характерни за породата.

### Глава
Масивна, но в хармония с тялото, без бръчки, когато кучето е спокойно. Глава с форма на затъпен триъгълник, когато се гледа отгоре.
Череп: Плосък и широк между ушите. Плитка бразда минава високо по челото.
Стоп: Добре обозначен, но не прекалено дълбок.
Носна гъба: Широка и черна. Леко депигментиран или по-светъл пигмент е приемлив единствено при белите кучета, но черният нос винаги се предпочита.
Муцуна: Широка, дълбока и изпълнена.
Устни: Черни. Не са увиснали; езикът е розов.
Челюсти и зъби: Челюстите не са заоблени, а са притъпени, силни и мощни. Зъбите са здрави, правилни и в пълна формула; ножичната захапка е за предпочитане, но се приема и клещовидната.
Очи: Тъмнокафяви, относително малки, не са изпъкнали, почти триъгълни по форма. Клепачът е с черен ръб и стегнат.
Уши: Силно изправени и малки в сравнение с размера на главата. Ако сгънете ухото напред за измерване, връхчето му ще стига до ръба на горния клепач. Ушите са триъгълни, леко заоблени на върха, широки в основата си и не са прекалено ниско поставени. Гледани отстрани, те са насочени под ъгъл напред над очите, следвайки линията на шията.

### Шия
Дебела и мускулеста, с минимален подвис, относително къса, разширява се постепенно към раменете. Изразеният гребен се слива хармонично в основата на черепа.

### Тяло
По-дълго, отколкото високо. Кожата не е прекалено тънка, нито прекалено стегната, нито твърде хлабава.
Гръб: Равен.
Поясница: Здраво замускулена.
Гърди: Широки и дълбоки. Ребрата са добре извити и добре развити.
Долна линия и корем: Умерено прибрани.

### Опашка
Голяма и добре окосмена, високо поставена и носена над гърба или долепена до бедрото в три-четвърти, пълен или двоен кръг, винаги притисната на нивото на гърба или под него. При три-четвърти навивка, връхчето видимо виси по бедрото. В основата си е широка и силна.
Последният прешлен на опашката стига до скакателните стави, когато е отпусната или опъната надолу. Козината е груба, права и изобилна, не придава вид на „плюмаж“.

### Крайници
Предните крайници са с тежки кости и прави, когато се гледат отпред.
Плешки: Силни и мощни, умерено разлети назад.
Метакарпуси: Леко наклонени напред под ъгъл от приблизително 15 градуса от вертикала.
Задни крайници: Силно замускулени, с ширина и кости, пропорционални на предните крайници. Петите пръсти на задните крайници по традиция се отстраняват.
Бедра: Силни, добре развити, паралелни, когато се гледа отзад.
Колене: Умерено сгънати.
Скакателни стави: Доста ниско поставени, не са обърната нито навън, нито навътре.
Лапи: Прави, котешки лапи, пръстите са добре свити и прибрани, с дебели възглавнички.

### Походка и движения
Мощна, покриваща пространство с умерен разкрач и тласък. Задните крайници се движат на една линия с предните. Гърбът остава силен, твърд и равен.

### Козина
Косъм: Козината е двуслойна. Подкосъмът е гъст, мек, обилен и по-къс от покривния косъм. Покривният косъм е прав, груб и леко стърчи встрани от тялото. Козината по главата, долната част на крайниците и ушите е къса. Дължината на косъма при холката и крупата е приблизително 5 см., което е малко повече отколкото по останалата част от тялото, като изключим опашката, където козината е най-дълга и най-пухкава.
Окраска: Всички цветове като червено, пясъчно, бяло и т.н; или дори петнисто и ивичесто. Цветовете са ярки и чисти, а маркировката е добре дефинирана, със или без маска или бяло листо. Белите кучета (чисто белите) нямат маска. Петнистите имат бял основен цвят с големи, равномерно разположени петна, които покриват главата и повече от една трета от тялото. Подкосъмът може да има различен от този на покривния косъм цвят.

### Размери
Височина при холката:
За мъжките: 66 до 71 см;
за женските: 61 до 66 см.

## Недостатъци
Всяко отклонение от гореизложените параметри трябва да се разглежда като недостатьк, сериозността на който се оценява според неговата степен.
- Женствени мъжки, мъжествени женски;
- Тясна или заострена глава;
- Какъвто и да е липсващ зъб (с изключение на 2 от РМ1 и/или М3);
- Син или с черни петна език;
- Светли очи;
- Къса опашка;
- Извърнати навън или навътре лакти;
- Всякакви индикации за твърд или мек дълъг косъм;
- Плахост или злоба.

### Сериозни недостатъци
- Олекотени кучета;
- Лека костна система.

### Дисквалифициращи недостатъци
- Агресивни или прекомерно плахи;
- Напълно депигментиран нос. Нос с депигментирани участъци (пеперуден нос);
- Клепнали, увиснали или сгънати уши;
- Прогения или прогнатия;
- Сърповидно носена или ненавита опашка;
- Мъжки с ръст под 63.5 см и женски с ръст под 58.5 см.

## Важни пропорции
- Съотношението на ръста при холката и дължината на тялото е 9 към 10 при мъжките и 9 към 11 при женските;
- Дълбочината на гръдния кош е равна на половината от височината на кучето при холката;
- Разстоянието от върха на носа до стопа съответства на разстоянието от стопа до тила като 2 към 3.

## Поведение и темперамент
Приятелски настроено, живо, отзивчиво, достолепно, схватливо и смело.